# Експрес (газета)
«Експре́с» — всеукраїнська суспільно-політична україномовна газета. Центральна редакція розташовується у Львові. Виходить з 1992 року.

## Історія
Перший номер газети під назвою «Експрес. Програмка» побачив світ 16 жовтня 1992 року. В редакції тоді працювало всього 6 осіб, й на 12 сторінках цього випуску були надруковані рекламні оголошення, оплата за які повністю окупила витрати на тираж. Тому номер продавався в кіосках та через мережу приватних розповсюджувачів за суто символічною ціною — за одну копійку.
Широко відоме в Україні журналістське розслідування газети, починаючи з 6 жовтня 2011 року, незаконної лікарської діяльності так званого «Доктора Пі», копію неіснуючого диплому якому підписав Дмитро Табачник. Результатом розслідування став арешт Андрія Слюсарчука 14 листопада 2011 року за звинуваченням у підробці документів і шахрайстві. На листопад 2012 року останньою публікацією на цю тему стала стаття від 7 вересня 2012 року про навмисне гальмування справи слідчими. 27 січня 2013 року в Солом'янському районному суді Києва розпочалося перше судове засідання.
Резонансною темою журналістського розслідування стала так звана «Справа на мільярд» про розкрадання державних коштів в «Укрзалізниці», голової якої на той час перебував Михайло Костюк, через виплату ТзОВ «Корпорація „КРТ“», власниками якого є брати Богдан та Ярослав Дубневичі, реальних сум за неіснуючі поставки комплектуючих та відмивання коштів через фіктивні фірми-однодневки. Результатом роботи колективу газети, яка тривала майже два роки, стала поява офіційного повідомлення про відкриття кримінального провадження за статтею 212 частина 2 Кримінального кодексу України в редакції 2001 року:
|  | Службові особи ТОВ «Корпорація КРТ» та інших об'єктів господарської діяльності, відповідно до фактів, викладених у випусках газети «Експрес», при здійсненні фінансово-господарських відносин із підрозділами Укрзалізниці в період 2009-2010 років ухилялись від сплати податків в особливо великих розмірах. |

Але редакція продовжує тримати цю справу на контролі.
У жовтні 2012 року минуло двадцять років з часу виходу першого номера газети.
Наступною гучною справою обіцяла стати історія незаконного та негласного проникнення у помешкання журналіста відділу розслідувань газети Тараса Зозулінського (переможця конкурсу «Честь професії 2012» в номінації «Найкращий матеріал з громадською позицією»), занесення до нього сторонньої речі з захованим в ній так званим «жучком» — пристроєм для негласного зняття інформації, тобто підслуховування.
У період з 3 по 12 березня 2014 року газета «Експрес» надрукувала статтю «Небесна сотня. Життєві історії героїв.», присвятивши увесь тижневий четверговий номер, за висловом редакції, «людям, які змінили історію України. Ціною власного життя.»

## Географія поширення та тираж
Редакція позиціонує видання як «лідера газетного ринку Правобережної України», однак серед «цільової аудиторії» газети є і лівобережна Полтавщина, і Чернігівщина. Для різних регіонів України друкуються окремі регіональні вкладки.
За даними редакції, «Експрес» є найбільшою україномовною газетою в Україні (станом на 2009 рік загальнотижневий тираж перевищує 1 200 000 примірників). Газета друкується на власному видавничому комплексі «Мандарин», неподалік від Львова біля села Рясне-Руське. А розповсюджується за передплатою (всеукраїнський каталог) та через кіоски Укрпреси і власну мережу «Інтерпрес». Найбільш активно газета запрезентована у західних областях, у Києві через кіоски розповсюджується лише четверговий (тижневий) номер.
За даними газети з посиланням на результати передплатної кампанії, проведеної «Укрпоштою», приріст на підписку на друковані видання «Вісник пенсіонера», «Добрий лікар», «Експрес», «Моя сповідь», «Рецепти господині», «Порадник господаря», «Post-Поступ» медійної групи «Експрес» за друге півріччя 2012 року становив більше 160 000 осіб й на 2013 рік підписалися 801 868 передплатників, що є рекордом України. Ще майже така сама кількість людей купує видання вроздріб. Так само найбільшу кількість передплатників має власне газета «Експрес».
За даними «Укрпошти», за січень-лютий 2013 року на видання медійної групи «Експрес» підписалося ще майже 30 тисяч осіб й загальна кількість досягла 829 999 чоловік. А кількість людей, які купляють газету вроздріб, перевищила це число.Станом на 2023 рік  загальний наклад газети 155 000

## Редактори
- Ігор Починок (нар. 25 березня 1971, м. Львів) — український журналіст, видавець. Головний редактор у 1992—2017 роках.
- Уляна Вітюк (нар. 27 жовтня 1993, м. Чернівці) — українська журналістка. Головний редактор з 22 жовтня 2017 року.
- Леся Ясинчук (нар. 31 грудня 1973 року) — українська журналістка. Головна редакторка з 20 квітня 2023 року.

## Критика
Газета «Експрес» неодноразово піддавалася критиці за її публікації щодо ВО «Свобода». Зокрема, депутат Київської обласної ради від «Свободи» Олександр Аронець заявив, що «Експрес» публікує замовні статті проти його партії і відстоює бізнес-інтереси головного редактора Ігоря Починка. У листопаді 2013 року лідери опозиційних сил Арсеній Яценюк, Віталій Кличко і Олег Тягнибок підписали заяву, у якій звинуватили газету в порушенні журналістських стандартів і морально-етичних норм — висуненні бездоказових звинувачень.
У відповідь газета «Експрес» звинуватила ВО «Свобода» не тільки у неправдивості у поданні інформації щодо походження її коштів, бізнесі з ідейними противниками-комуністами, перебуванні у лавах партії на керівних посадах людей з кримінальним минулим, але й у спробах тиску на газету шляхом заборони поширення мережі кіосків роздрібної торгівлі «Інтерпрес» у Львові. Позицію газети у суперечці підтримав і письменник Юрій Винничук.

## Періодичність
Власне газета «Експрес» виходить 3 рази (до 2009 року — 4 рази) на тиждень, у вівторок, четвер та п'ятницю. У залежності від випуску газета має різний обсяг та оформлення:
- вівторок — звичайний випуск (зазвичай 20 сторінок)
- четвер — випуск з телепрограмою — 24 сторінок і безкоштовний додаток «ТелеЕкспрес»
- п'ятниця — випуск «на вихідні» зі зміненими дизайном логотипу та макету сторінок

## Інші видання редакції
Окрім самої газети «Експрес», редакція видає щотижневий додаток-програму «Телеекспрес», газету «Добрий лікар» (кожних два тижні, серія та номер свідоцтва — КВ 19351-9151ПР; дата державної реєстрації — 4 вересня 2012 року; орган, який здійснив реєстрацію — Державна реєстраційна служба України, місто Київ.), щомісячне видання «Жіночий порадник» і молодіжний журнал «Експрес COOL» (виходить щомісяця, серія та номер свідоцтва — КВ 19359-9159ПР; дата державної реєстрації — 4 вересня 2012 року; орган, який здійснив реєстрацію — Державна реєстраційна служба України, місто Київ), «Рецепти господині», «Моя сповідь», «Вісник пенсіонера», «Порадник господаря», «Post-Поступ», «Блискавка».

## Передплатні індекси
- 35374 — Експрес (повний комплект з трьох випусків на тиждень)
- 33938 — Експрес (четверговий випуск з регіональною вкладкою та програмою ТБ у вигляді окремого журналу «ТелеЕкспрес»)
- 37944 — Експрес (четверговий випуск, «ТелеЕкспрес» та «Добрий лікар»)
- 89122 — Експрес (четверговий випуск, «ТелеЕкспрес» та «Порадник господаря»)
- 89456 — Експрес (четверговий випуск, «ТелеЕкспрес» та «Вісник пенсіонера»)
- 68091 — Експрес (четверговий випуск, «ТелеЕкспрес», «Добрий лікар» та «Порадник господаря»)

## Електронні версії
- Експрес online [Архівовано 7 січня 2013 у Wayback Machine.] — проект у форматі новинарного сайту
- Львівські новини online — проект у форматі новинарного сайту в межах регіону
- Електронний Експрес — платний доступ до повних випусків газети

## Нагороди та премії
- Премія імені Герда Буцеріуса «Вільна преса Східної Європи[ru]» (2003)[55]